# Rivalité fraternelle
 (juin 2012).

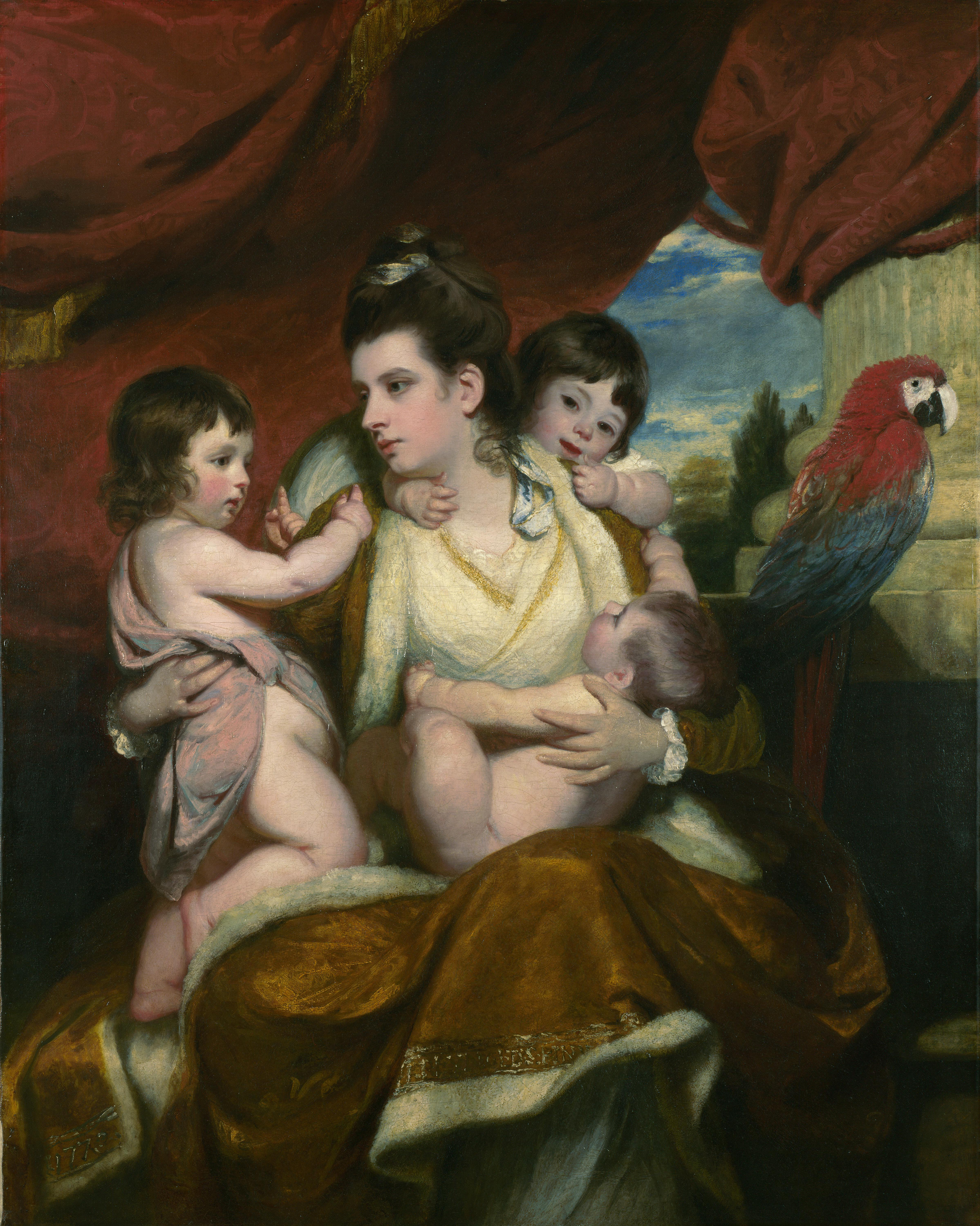
Portrait de Lady Cockburn et de ses trois fils aînés de Joshua Reynolds.

Les rivalités fraternelles sont un genre de concurrence ou d'animosité entre enfants de même sang ou non.
En général, les frères et sœurs passent plus de temps entre eux qu'avec leurs parents. Les liens fraternels sont souvent compliqués et sont influencés par des facteurs tels que le traitement parental, l'ordre de naissance, la personnalité, les gens et les expériences en dehors de la famille. Selon la pédopsychiatre Sylvia Rimm (en), la rivalité fraternelle est particulièrement intense lorsque les enfants sont du même âge et du même sexe, ou lorsqu'un des enfants est surdoué.
Les rivalités fraternelles se retrouvent aussi en dehors des cultures occidentales comme en témoigne, par exemple, le proverbe arabe « Moi contre mon frère ; Mon frère et moi contre mon cousin ; Moi, mon frère et mon cousin contre l'inconnu ». Elles peuvent aussi entraîner une certaine agressivité, qui est toutefois différente des abus fraternels où l'un des enfants persécute un autre.

## Au fil du temps

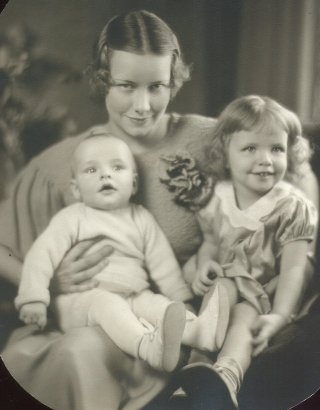
Les enfants sont réceptifs dès le plus jeune âge aux différences de traitement des parents.

Selon les études d'observation de Judy Dunn, les enfants sont sensibles aux traitements parentaux dès l'âge de un an. À partir de 18 mois, les enfants sont capables de comprendre les règles de la vie familiale, d'être gentils envers les uns les autres et de se réconforter mutuellement. À partir de trois ans, les enfants ont une compréhension élaborée des règles sociales, savent à quel niveau ils se situent par rapport à leurs frères et sœurs, et sont capables de s'adapter aux circonstances de la famille.
Les rivalités fraternelles se poursuivent souvent au cours de l'enfance et peuvent être très frustrantes et pesantes pour les parents. Les adolescents se battent pour les mêmes raisons que les jeunes enfants, mais ils sont plus armés physiquement et intellectuellement pour se blesser mutuellement. Les changements physiques et émotionnels au cours de l'adolescence sont sources de stress, tout comme les changements dans les relations avec les parents et les amis. À l'adolescence, la fréquence des bagarres ayant pour but d'attirer l'attention des parents peut augmenter. Une étude a déterminé que la compétition entre les frères et sœurs est plus forte dans la tranche d'âge 10-15 ans.
Les rivalités peuvent se poursuivre à l'âge adulte et les relations fraternelles peuvent se transformer radicalement au fil des années. Certains évènements comme la maladie d'un parent peuvent resserrer les liens, alors que le mariage peut les affaiblir, surtout si les relations avec la belle-famille sont tendues. Environ un tiers des adultes affirment avoir des relations fraternelles distantes ou opposées. Cependant, la rivalité s'estompe souvent au fil du temps. Au moins 80 % des plus de 60 ans jouissent de bonnes relations fraternelles.

## Les causes
Selon Kyla Boyse, de l'université du Michigan, chaque enfant dans une famille est en concurrence pour se définir en tant qu'individu et veulent montrer qu'ils sont différents de leurs frères et sœurs. Les enfants peuvent se sentir traités différemment vis-à-vis de l'attention, de la discipline et de la réactivité reçues des parents. Les enfants se bagarrent plus dans les familles où il n'est pas compris que la bagarre n'est pas un moyen convenable de résoudre les conflits et qu'il n'y a aucun autre moyens de gérer ces conflits. Le stress engendré dans la vie des parents et des enfants peut donner lieu à plus de conflit et renforcer la rivalité.

### Psychanalyse
Pour Sigmund Freud, les relations fraternelles sont comme le prolongement du complexe d'Œdipe, dans lequel les frères sont en concurrence pour l'attention de leur mère et les sœurs pour celle de leur père. Par exemple, dans le cas du petit Hans, Freud a postulé que la peur des chevaux du jeune garçon était liée à la jalousie de sa petite sœur, ainsi qu'à son désir de remplacer son père comme compagnon de sa mère.

### Autres approches psychologiques
Pour Alfred Adler, les liens fraternels ne sont autres que la « recherche de son importance » dans la famille et il pensait que le rang de naissance était un aspect important du développement de la personnalité. À présent, les psychologues et chercheurs contemporains soutiennent l'influence du rang de naissance, ainsi que de l'âge et de la constellation des genres, sur les relations fraternelles. Cependant, les parents sont considérés capables d'avoir une influence importante sur la concurrence de leurs enfants.
David Levy a apporté l'expression de « rivalité fraternelle » en 1941, en affirmant que la réaction agressive d'un enfant envers une nouvelle naissance est tellement classique que l'on peut dire sans se tromper qu'il s'agit d'une étape courante dans la vie des familles. Les chercheurs contemporains soutiennent généralement cette analyse en notant que les parents peuvent atténuer cette réaction en étant vigilants au favoritisme et en prenant des mesures préventives. 
En réalité, selon eux, les mois précédents l'arrivée d'un nouveau bébé sont le meilleur moment pour poser les bases d'une vie d'entraide dans une relation fraternelle.

## Prévention
Pour limiter les opportunités menant à la rivalité, les parents peuvent : leur apprendre les manières positives d'attirer leur attention et celle de leurs frères et sœurs ; éviter de les comparer ou de les cataloguer ; planifier des activités familiales ; et enfin s'assurer que suffisamment d'espace et de temps soit accordé à chaque enfant. Ils peuvent aussi leur donner une attention personnalisée, encourager le travail d'équipe, éviter le favoritisme et s'abstenir de prendre l'un des enfants comme modèle pour les autres.
Cependant, selon Sylvia Rimm, même s'il est possible de diminuer la rivalité fraternelle, l'éliminer entièrement semble être improbable. À doses modérées, la rivalité peut être un signe positif montrant que chaque enfant peut suffisamment s'affirmer pour exprimer ses différences vis-à-vis de ses frères et sœurs.
Wiehe a proposé d'utiliser quatre critères pour déterminer si un comportement douteux relève de la rivalité ou d'abus fraternel. Premièrement, il faut déterminer si le comportement en question est approprié à l'âge : les enfants utilisent différentes approches pour la résolution de conflits selon les différents stades de développement. Deuxièmement, il faut déterminer si le comportement est un incident isolé ou bien est une habitude régulière : les abus sont, par définition, un mode de comportement récurrent et non un conflit passager. Troisièmement, il faut déterminer si le comportement a un « aspect de persécution » : les rivalités ont tendance à être ponctués d'incidents, réciproques et visibles pour les autres, tandis que les abus sont caractérisés par un rapport de force déséquilibré et leurs côtés secrets. Quatrièmement, il faut déterminer le but du comportement en question : les abus ont tendance à avoir pour but l'humiliation et la domination de la victime.

## Les animaux
Les rivalités fraternelles sont courantes chez plusieurs espèces, sous forme de concurrence pour la nourriture et l'attention des parents. La forme la plus extrême de rivalité fraternelle se produit lorsque l'un des animaux concernés meurt. Par exemple, chez les aigles noirs, si une mère pond deux œufs, le premier aiglon qui éclos peut picorer au cours des jours suivant le deuxième œuf jusqu'à la mort. Chez les hyènes tachetées, la compétition commence dès la naissance du deuxième petit, ainsi environ 25 % des progénitures sont tuées par leur propre fratrie (voir fratricide).

## Exemple de rivalités fraternelles célèbres

### Littérature
- Caïn et Abel dans la Bible
- Rémus et Romulus dans la tradition romaine, notamment raconté dans l'Histoire romaine de Tite-Live

### Cinéma et télévision
- Blanche Hudson et Baby Jane Hudson dans Qu'est-il arrivé à Baby Jane ? (1962)
- Michael Corleone et Fredo Corleone dans Le Parrain (1972)
- Mufasa et Scar dans Le Roi lion (1994)
- Olivia de Havilland et Joan Fontaine

### Sport
- Venus Williams et Serena Williams au tennis

### Musique
- Liam Gallagher et Noel Gallagher du groupe Oasis

### Politique
- Ed Miliband et David Miliband